# Stenomesson aurantiacum
Stenomesson aurantiacum är en amaryllisväxtart som först beskrevs av Carl Sigismund Kunth, och fick sitt nu gällande namn av Herb.. Stenomesson aurantiacum ingår i släktet Stenomesson och familjen amaryllisväxter. Inga underarter finns listade i Catalogue of Life.